# Алкон
Алкон (др.-греч. Ἄλκων) — персонаж древнегреческой мифологии. Отец аргонавта Фалера.
Алкона называли внуком Эрехфея. По другой версии, он был сыном Эрехфея, который вместе с дочерью Халкиопой бежал из Афин в Халкиду.
По третьей версии — критянин, который, когда на его сына, будущего аргонавта, напал дракон (по некоторым источникам — напала змея), убил последнего стрелой. В источниках этот персонаж отождествляется с афинянином, но связь между ними неясна.